# 斯威士蘭愛滋病情况
斯威士蘭的首宗艾滋病毒感染/艾滋病個案於1986年被報告，後來開始廣泛感染，很大原因是由於當地文化並不鼓勵安全性行為。再加上高結核病感染率，人均壽命在西元2000年後的第一個十年已減半。在2016年，斯威士蘭的15至49歲人口艾滋病患病率是全世界最高，達27.2%。

## 流行程度
自從1986年該國首宗感染個案後，艾滋疫情一直是當地發展最大的挑戰之一。
在全國產前診所的定期監測顯示，就診孕婦的艾滋病毒流行率一直在上升。2004年最新的報告中指出產前婦女總感染率為42.6％，其中15至19歲女性的患病率為28%，女性25-29歲的患病率為56％。
联合国开发计划署發佈的人類發展指數報告說，艾滋病已導致斯威士蘭的人均预期寿命從2000年的61歲下降至2009年的32歲。.
從另一個角度看，可獲取的世界衛生組織最新（2002年）數據顯示，在該國所有死亡人數的64％是由艾滋病毒/艾滋病造成的。在2009年，估計有7000人因艾滋病相關原因而死亡。對比該國約1,185,000的總人口，這意味著艾滋病毒/艾滋病每年殺死約0.6%的斯威士蘭人口。雖然慢性疾病是已發展國家人民死亡的最主要原因，但是在斯威士蘭因那些疾病死去的人數只佔逝世者的小部分，例如斯威士蘭因心臟疾病、中風和癌症而死的人數佔死亡個案少於5％，而在美國則佔每年死亡人數的55％。
联合国开发计划署曾撰文指出，如果該國疫情的蔓延勢頭不減，“斯威士蘭能否作為一個國家長期存在將受到嚴重威脅”。

## 歷史
在斯威士蘭艾滋病病毒的首次報導是在1987年。艾滋病毒於1990年代在斯威士蘭各地蔓延，正好就是該國民工到南非當礦工的人數上升的時期。

## 文化背景
斯威士蘭傳統文化不鼓勵安全性行為，如安全套的使用和實施一夫一妻制。為了增加人口規模，所以當地的文化提倡生育。而斯威士蘭人認為女人應該至少有五個孩子，而男人在其能力所及的情況下使愈多性伴侶懷孕愈好。男人可能永遠不會結婚，但仍然可以有許多由性伴侶生的子女。那些少數會結婚的男性也會有許多人實行多妻制。在當地，性侵犯是常見的，該國曾有性行為的高中學生中有18%的人說他們的首次性行為是被強迫的。
成千上萬的兒童因艾滋病而成為孤兒，只有22％的人成長在雙親家庭。

## 國家的反應
2003年，艾滋病毒/艾滋病的國家應急委員會（NERCHA）成立，以協調和促進艾滋病毒/艾滋病的國家多部門回應，而衛生和社會福利部（MOHSW）是實施活動。以前的國家艾滋病毒/艾滋病戰略計劃所涵蓋的2000 - 2005年; 一個新的國家艾滋病毒/艾滋病戰略計劃和2006 - 2008年期間國家艾滋病毒/艾滋病行動計劃，目前正在國家廣大利益相關者群體的發展。迄今為止，該計劃的六個關鍵領域是預防，關懷和支持，減輕影響，通訊，監測和評價，管理/協調。
儘管在斯威士蘭疫情的普遍性，艾滋病毒/艾滋病仍然嚴重污名化。艾滋病毒/艾滋病，特別突出的人，如宗教和傳統領袖和媒體/體育界人士，很少有人已經公開出來，並透露自己的身份。其污名阻礙了重要資訊向社區流動，減緩並妨礙了預防工作，減少對個人衛生服務的使用率。
2009年6月4日，美國和斯威士蘭簽署了斯威士蘭夥伴關係框架艾滋病毒和艾滋病2009-2013。該總統艾滋病緊急救援計劃將有助於斯威士蘭的多部門實施艾滋病毒/艾滋病國家戰略框架。
各種社會反應發生，結果也是如此。例如，基於區域的形成恩赫蘭加諾艾滋病資訊培訓和諮詢中心在希塞盧韋尼。

## 艾滋病-結核病雙重感染
結核也是顯著問題，用18％的死亡率。許多患者具有多藥物抗性菌株，和83％的共感染HIV。每年大約診斷出14000人結核病例。